# Hatsik (Shirak)
Pour l’article homonyme, voir Hatsik (Armavir).
Hatsik (en arménien Հացիկ) est une communauté rurale du marz de Shirak en Arménie. Comprenant également la localité de Hatsikavan, elle compte 1 055 habitants en 2008.